# Рокуново
Рокуно́во (рос. Рокуново) — присілок у складі Нікольського району Вологодської області, Росія. Входить до складу Зеленцовського сільського поселення.

## Населення
Населення — 80 осіб (2010; 133 у 2002).
Національний склад (станом на 2002 рік):
- росіяни — 100 %